# توماسو كازوني

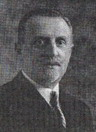
توماسو كازوني

توماسو كازوني (27 أغسطس 1880 - 6 سبتمبر 1933) كان طبيب إيطالي اشتهر بتشخيصه داء المشوكات عن طريق اختبار قام بتطويره وهو ما يعرف باختبار كازوني.

## السيرة الذاتية
ولد توماسو كازوني في يوم 27 أغسطس 1880 في إيمولا.
درس في كلية ليشيو توريسيلي - فاينزا وجامعة بولونيا. تحصل على شهادة دكتور في الطب سنة  1906. في سنة 1910 انتقل إلى سردينيا للقيام ببحث حول مرض داء المشوكات، مما أدى لاكتشافه اختبارا للكشف عن داء المشوكات يعرف باسمه (اختبار كازوني). انتقل فيما بعد إلى ليبيا وتحديداً مدينة طرابلس للعمل في المستشفى الذي أنشئ في المستعمرة الإيطالية آنذاك و يحمل (مستشفى فيتوريو عمانويل الثالث) الذي يعرف حالياً باسم (مستشفى طرابلس المركزي) و ظل مديراً طبياً في المستشفى لمدة 20 سنة.
توفي في مدينته إيمولا يوم 6 سبتمبر 1933 بعد إصابته بمرض اعتلال الكلية عن عمر 53 سنة.